# Christine, Texas
Christine är en småort i Atascosa County i delstaten Texas, USA. Vid folkräkningen år 2000 bodde 436 personer på orten. Den har enligt United States Census Bureau en area på totalt 4,6 km², allt är land. Christine är en del av San Antonio Metropolitan Statistical Area.